# Усть-Утка
У́сть-У́тка — старинная уральская деревня в Свердловской области России. Входит в городской округ город Нижний Тагил. Одно из первых поселений русских за Уралом, центр природного парка «Река Чусовая».

## Население
| 2002 | 2010 |
| ---- | ---- |
| 154  | ↘129 |

## География
Усть-Утка расположена среди горной тайги Урала, на восточном берегу реки Чусовой, на месте впадения в неё реки Межевой Утки. Деревня находится к северо-западу от Екатеринбурга, в 83 километрах к юго-западу от Нижнего Тагила. К северо-востоку от Усть-Утки, немного выше по течению реки Межевой Утки, на противоположном берегу реки находится маленькая деревня Баронская. Неподалёку от обеих деревень возвышается гора Старуха.

## История
Деревня Усть-Утка была основана в 1574 году. Здесь была крепость для защиты земель купцов Строгановых от набегов башкир. Это был первый русский населённый пункт на территории нынешней Свердловской области. В одно из нападений 6 августа 1709 года Усть-Утку полностью сожгли, а многих местных жителей убили. Часть населения бежало.

### Усть-Уткинская пристань
В XVIII веке Демидовы построили здесь пристань, которая стала крупнейшей на реке Чусовой. В Усть-Утку всю зиму свозили продукцию с различных заводов Нижнетагильского горнозаводского округа. Весной склады загружали металлом и другой продукцией и сплавляли до Перми и дальше — по Каме и Волге. Каждую весну от пристани деревни отправлялось до полусотни барок. Однако не все из них доплывали до места назначения — нередко барки разбивались о камни-бойцы, стоящие по берегам реки Чусовой.
Южнее деревни Усть-Утки по берегу Чусовой, на противоположном берегу Межевой Утки, принадлежащей князьям Демидовым, находилась деревня Баронская, принадлежащая купцам Строгоновым. По реке Межевой Утке проходила граница (межа) между их землями.
На карте местности, датированной 1847 годом, в составе усть-уткинской пристани значится Пророко-Ильинская часовня, приписанная к Висимо-Уткинской Иакинфиевской церкви. Известно, что в 1900 году часовня была перестроена в церковь. В 1912 году пристань вместе с церковью попала в кадр известного русского фотографа С. М. Прокудина-Горского, совершавшего путешествие по Чусовой.

## Инфраструктура
В деревне есть клуб, фельдшерский пункт, почта и работают два магазина. Промышленных предприятий в деревне нет, часть жителей работают в Нижнем Тагиле, а также в сфере обслуживания туристов, и ведут приусадебное хозяйство.
Добраться до деревни можно на маршрутке из Нижнего Тагила в любое время года.

## Достопримечательности и туризм
Усть-Утка — центр природного парка «Река Чусовая». Здесь находится туристическая база музея. Главная достопримечательность деревни — старая демидовская пристань. Помимо остатков пристани, в деревне стоят памятник «Единению России», открытый в 2006 году, и поэту Сергею Есенину.
Здание туристической базы «Кедр», созданной «Уралвагонзаводом» в середине 1970-х годов, является перестроенной вышеупомянутой церковью Пророка Ильи, попавшей в 1912 году на фото Прокудина-Горского.
Сейчас возрождение деревни Усть-Утка связывают с развитием туризма. Планируется создание крупного историко-ландшафтного музея «Демидовская пристань», по проекту которого в него должны войти воссозданная демидовская пристань с гидротехническими сооружениями и верфями, дом плотинного мастера, заново построен господский дом, пилорама для постройки барок, сами барки и коломенки в натуральную величину, на которых возможно будут сплавлять туристов по Чусовой.